# Björsjön (Sexdrega socken, Västergötland)
Björsjön är en sjö i Svenljunga kommun i Västergötland och ingår i Viskans huvudavrinningsområde.